# Liste de sénateurs de Kasaï
 (mars 2025).
Cette page recense l'historique des  sénateurs de la  Province de Kasaï.
La Province de Kasaï compte au total quatre sénateurs . Les sénateurs de Kasaï sont élus au second degré par l'Assemblée provinciale de Kasaï.

## Mandature 2019-2024
L'élection des sénateurs a lieu le 15 mars 2019, la validation des mandats se déroule le 5 avril 2019 au siège de Sénat. 
| Prénom Nom Post-Nom       | Sexe | Parti  | Notes           |
| ------------------------- | ---- | ------ | --------------- |
| John Muyamba Ngove        | M    | PPRD   | élu par 6 voix  |
| Évariste Boshab Mabudi    | M    | INDEP  | élu par 6 voix  |
| Gaston Nkole Tshimuanga   | M    | AFDC-A | élue par 5 voix |
| Victorine Lwese Bakuamoyo | F    | IND    | élu par 5 voix  |